# Crosse (hockey)
Pour les articles homonymes, voir Crosse et Canne.

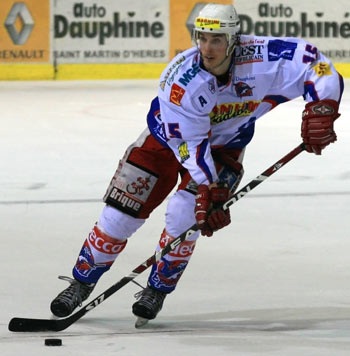
Joueur de hockey poussant le palet avec sa crosse

La crosse, le bâton de hockey ou la canne de hockey désigne le bâton recourbé utilisé pour diriger le palet — également appelé puck, rondelle ou disque — ou la balle que ce soit au hockey sur glace, au roller hockey ou encore au hockey sur gazon. La crosse désigne aussi le jeu d'origine amérindienne.

## Description

Dimensions maximales en centimètres pour la crosse du joueur et du gardien de but, autorisées par l’IIHF.

D'une longueur variable de 163 cm maximum, elle est prolongée par une palette incurvée d'une longueur maximum de 32 cm. La hauteur de la palette est comprise entre 5 et 7,5 cm. La crosse est composée de bois ou de différents matériaux composites comme le kevlar ou la fibre de verre.
La crosse du gardien est plus coudée et la palette plus large (dessin de droite).

## Appellations
Chaque région francophone possède un vocabulaire propre : la « crosse » est le terme utilisé en France, en Suisse romande on lui préfère le terme « canne de hockey ». Au Canada francophone, on parle soit de « bâton de hockey », soit tout simplement de « bâton » ou « hockey », parce que le terme crosse désigne l'équipement utilisé dans un autre sport collectif, la crosse, surtout populaire en Amérique du Nord.

## Historique
Il n’est pas rare de nos jours de voir des bâtons en graphite, d’autres en fibre de carbone, en plastique ou même en titane. Mais, à l'origine, la crosse de hockey était constituée d’un seul morceau de bois. Au XVIIe siècle, les Amérindiens jouaient avec des bâtons courbés, taillés dans un arbre, et avec une balle à un jeu semblable au curling sur gazon. En 1855, le hockey nait à Kingston, Ontario, importé par les soldats britanniques. À cette période, les joueurs confectionnaient eux-mêmes leur crosse en hêtre blanc. L'industrialisation de la fabrication des crosses date seulement du début du XXe siècle. Jacob Hespeler, entrepreneur Ontarien, a créé plusieurs moulins à scie afin de produire, en série, des crosses de hockey. À cette époque, les crosses étaient vendues 45¢ la douzaine, aujourd’hui, une crosse coûte entre 20 $ et 350 $ l’unité.
En 2015, un musée canadien a acquis la plus vieille crosse du monde, datée des années 1830, pour la somme de 300 000 dollars.

## Procédé de fabrication
Aujourd’hui, avec la production en série, la crosse de hockey est fabriquée en plusieurs étapes. Le manche est fait d’un morceau de tremble sur lequel deux lames très minces de bouleau sont collées sous pression. Ensuite, le manche est scié en trois parties identiques, chaque partie permettant de fabriquer une crosse.
Les trois manches sont décapés à la sableuse une première fois, puis renforcés avec de la fibre de verre et de la fibre de carbone.
Les manches sont ensuite déposés dans un moule afin d’être cuits à 80 °C sous pression.
La septième étape consiste à détailler les manches un par un à l’aide d’une moulurière qui arrondit les coins pour ensuite repasser dans une sableuse afin d’ôter les aspérités du bois.
Un bloc est collé au bout du manche afin de recevoir la palette. La colle utilisée doit être résistante à l'eau.
L’angle de la palette est très important. Les différents angles possibles sont définis par une norme. Les angles possibles sont numérotés de 1 à 6. Plus le chiffre est grand, plus l’angle entre la palette et le bout de la crosse est grand.
Les étapes suivantes consistent à affiner la palette. Tout d’abord, l’ensemble de la crosse est à nouveau sablé afin d'éliminer les dernières aspérités. La crosse passe ensuite sur une CNC qui façonnera la palette en fonction du modèle choisi.
Il existe plus de 6 000 modèles de palette. La courbure est obtenue après passage dans une machine à vapeur qui la rend malléable.
Ensuite, la palette est renforcée avec une toile de fibre de verre et de la résine d’époxy. Après 24 heures de séchage à une température de 32 °C et une finition à la sableuse circulaire, la crosse est à nouveau plongée dans un bain de résine d’époxy.
L'étape finale consiste en l'application de la marque du fabricant sur le manche par sérigraphie.
En moyenne 40 000 crosses de hockey sont fabriquées chaque semaine.